# Братейко Соломія Володимирівна
Соломія Володимирівна Братейко (нар. 24 лютого 1999) — українська настільна тенісистка, чемпіонка і призерка чемпіонату України. Майстер спорту України міжнародного класу (2018).

## Життєпис
Народилась в селі Андріївка і там була секція настільного тенісу, яку вів Дідух Ігор Володимирович (тато Віктора і Саші Дідухів). Почала займатися настільним тенісом приблизно у 5 років. Згодом почала їздити на тренування до Львова на основну базу СДЮШОР «Прудкий м'яч» до тренера-викладача Шацького Миколи Миколайовича.  В 10-11 років вперше виграла чемпіонат Львівської області. З появою СК «ЛІРС» у віці 12 років переїхала жити в місто Жовква та під керівництвом тренерів-викладачів Карликової Марії Олегівної та Бучацького Сергія Миколайовича у віці 14 років виграла чемпіонат України серед кадетів, ТОП-16. Неодноразово здобувала перше місце на міжнародному турнірі «LIRS-OPEN» та «Кубок Анатолія Строкатова». Після того ставала чемпіонкою України серед юніорів та молоді.
На юнацькому (до 21 року) чемпіонаті Європи з настільного тенісу (2018) Соломія Братейко здобула золоту медаль в парному розряді (друга в парі — польська спортсменка Наталія Байор).
Соломія була визначена найкращим спортсменом Львівщини за підсумками березня 2018 року.
Влітку 2024 року Соломія Братейко взяла участь у першій за кар'єру Олімпіаді. На Ігри у Парижі вона відібралася завдяки перерозподілу місць за світовим рейтингом. Першою суперницею Братейко стала румунка Елізабета Самара, 25-та сіяна на турнірі. Українка поступилася в драматичному поєдинку з рахунком 3:4 (11:6, 3:11, 11:8, 9:11, 11:13, 11:9, 4:11).
У лютому 2025 року Соломія Братейко кваліфікувалася до престижного турніру TOP 16 CUP, який проходив у місті Монтре, Швейцарія. Це щорічний турнір із настільного тенісу, в якому беруть участь європейські гравці з найкращим рейтингом. Соломія розпочала цей турнір із кваліфікаційних раундів. На своєму шляху до плей-оф вона обіграла представницю Хорватії Івану Малобабич (3:1) та з легкістю розібралася з італійкою Джорджією Пікколін (3:0). У матчі 1/8 фіналу Соломія Братейко поступилася представниці Австрії Софії Полкановії з рахунком 0:3 (8:11, 9:11, 10:12). 
Чемпіонка України в індивідуальному розряді у 2019,2020, 2021 та 2024 роках.

## Клубна кар'єра
- 2015/16 - SKST Hodonín, Годонін, Чехія
- 2016/17 - SKST Hodonín
- 2017/18 - TJ Sokol Kyjov, Кийов, Чехія
- 2018/19 - SKST Hodonín, чемпіонка Чехії[8], володарка Кубку Чехії[9]
- 2019/21 - SKST Hodonín
- 2021/23 - TuS Uentrop - 2. Bundesliga, Німеччина[10]
- 2023/ - SKST Hodonín[11]

## Різне
Користується інвентарем: основа — Butterfly Timo Boll ALC, накладки — Butterfly Tenergy 05.